# ژوزف نیسه‌فور نیپس

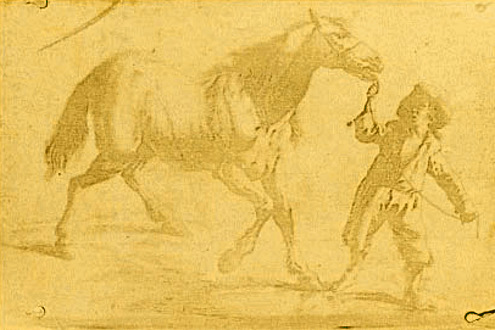
یکی از سه مصنوعات قدیمی شناخته شده عکاسی که توسط ژوزف نیسه‌فور نیپس در سال ۱۸۲۵ خلق شده‌است.

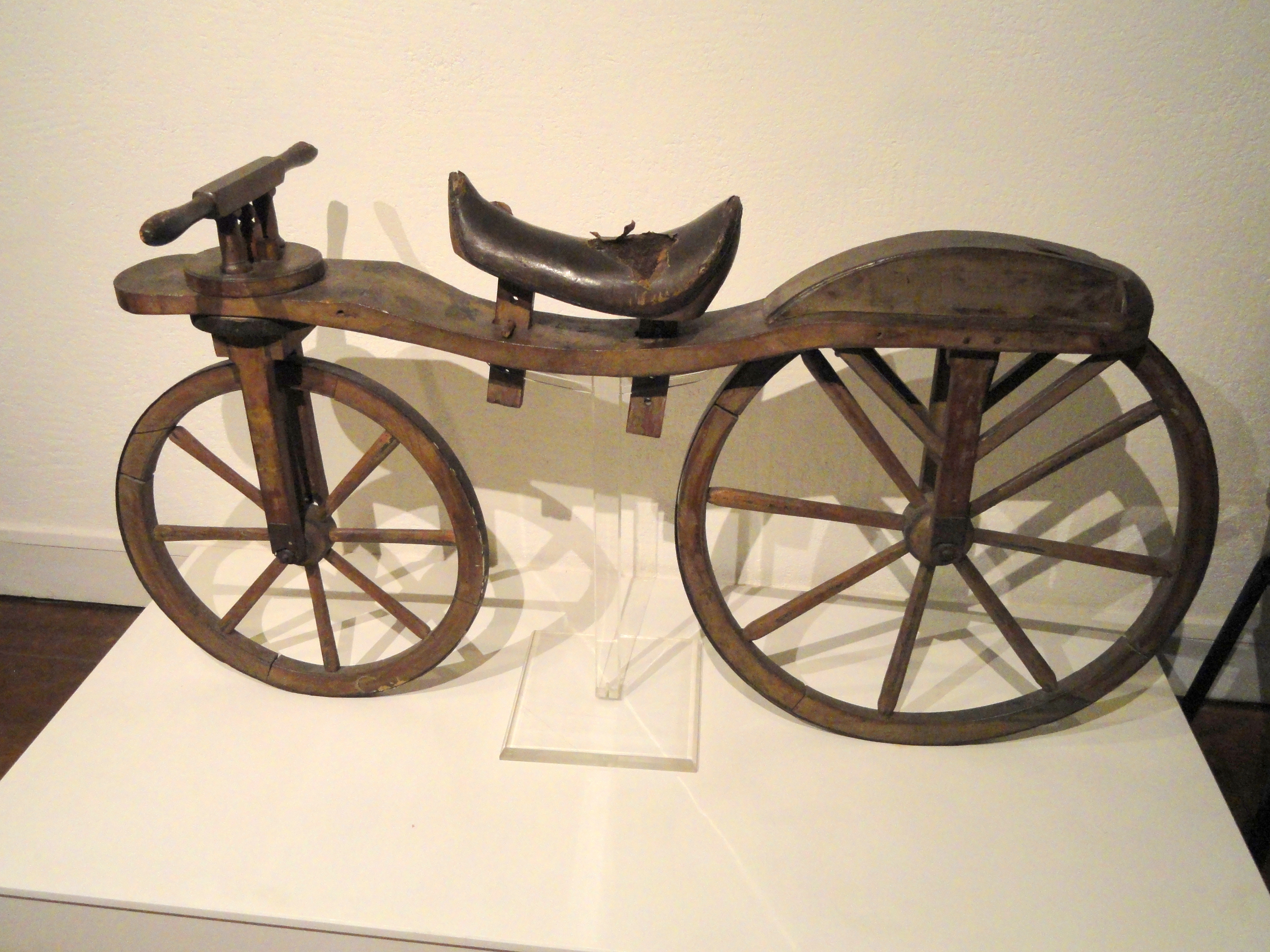

ژوزف نیسه‌فور نیپس (به فرانسوی: Nicéphore Niépce) (زاده ۷ مارس ۱۷۶۵ – درگذشته ۵ ژوئیه ۱۸۳۳) مخترع فرانسوی که بیشتر به عنوان مخترع عکاسی شناخته شده و یکی از پیشگامان در این زمینه می‌باشد. نخستین عکس ثبت شده توسط او عکسبرداری شده و سهم بسزایی در پیشرفت تاریخ عکاسی داشته‌است.

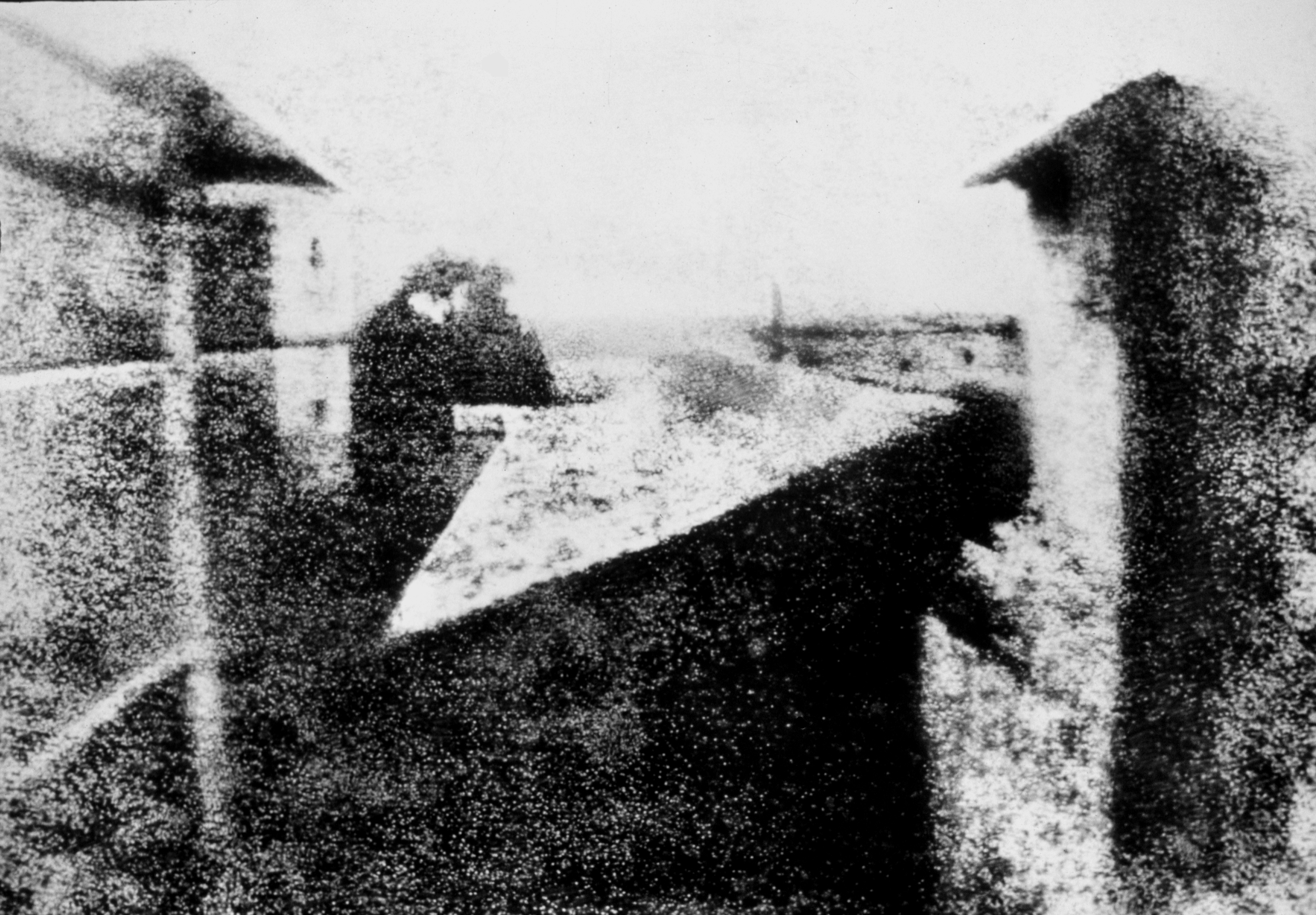
اصطبل و کبوترخانه، نخستین عکس تاریخ که بدست نیپس در سال ۱۸۲۶ گرفته‌شد.

## زندگی
ژوزف نیپس در شهر شالون-سور-سون شهرستان سئونه لوآر در خانواده‌ای ثروتمند به دنیا آمد. پدر او وکیل ثروتمندی بود و همین باعث شد که در انقلاب فرانسه (۱۷۹۹–۱۷۸۹) تمام خانواده مجبور به فرار شوند. زمانی که نیپس در ارتش جمهوری فرانسه افسر بود قسمتی از وقت خود را در خانه شالون-سور-سون و قسمتی را در خانهٔ فامیلی گرا در سون-ا-لوآر برای ادامهٔ تحقیقاتش همراه برادرش کلود می‌گذراند. او محققی همیشه بیدار بود و توانست اختراعات زیادی را در همان دوران انجام دهد. در سال ۱۸۱۶ در تاریک‌خانه تصویری بر روی کاغذ اندود به کلرور نقره و اسید نیتریک گذاشت ولی رنگ‌ها وارونه بود. نیپس در آن زمان موفق به ساخت نگاتیو امروزی شد که از روی آن می‌توان چندین کپی پوزیتیف بدست آورد. او مأیوس شد زیرا می‌خواست مستقیماً تصویری مثبت بدست بیاورد، علاوه بر آن هنوز نتوانسته بود آن را تثبیت کند. اما در هر صورت گام بزرگی برداشته شده بود زیرا برای نخستین بار تصویری در تاریک‌خانه بر روی صفحه‌های حساس ایجاد شده بود. نیپس مواد را تغییر داد سنگ، شیشه و فلزات مختلف و صفحات حساس و محلولهای شیمیایی را عوض نمود. سرانجام در سال ۱۸۲۲ گراورهای نیمه شفافی تهیه کرد که بر روی صفحه قلعی پوشیده از ورقه نازکی از محلول قیر، در نفت سفید ساخته می‌شد. پس از دو الی سه ساعت قرار گرفتن در نور، کلیشه را با مخلوطی از روغن اوسطوخدوس و نفت سفید شست‌وشو می‌داد. نفت سفید باعث شسته شدن محلول قیر از پشت خطوط سیاه می‌شد. نیپس صفحه‌ای بدست آورده بود که تیزآب در آن تأثیر می‌کرد و بدین طریق نخستین مخترع عکس در جهان شد.
او گراورهایی روی صفحه مسی به دست آورد. کار او بدین طریق بود که قشر نازکی از آسفالت شیمیایی را که در اسانس اسطوخدوس حل کرده بود بر روی صفحه فلزی می‌مالید، سپس صفحه مزبور را به وسیله یک حلال قوی می‌شست. طبق خاصیت آسفالت شیمیایی آن قسمت‌هایی که نور به آن می‌رسید سفید و غیرقابل حل می‌شد و بقیه محلول بود. «نیپس» گراورهای خود را روی صفحه مسی می‌ساخت و قبلاً محلولی که از «بیتوم» گرفته بود، روی صفحه مسی می‌مالید.

## اختراعات
ژوزف نیسه‌فورنیپس با برادرش کلود (کلود وقتی نیپس ۶۴ سال سن داشت پس از اختراع حرکت دائمی در حال دیوانگی مرد) ماشین پی‌رئولوفور را اختراع کرد، ماشینی که کشتی را به کار می‌انداخت. اختراع دیگر نیپس و برادرش که همواره در تمام تحقیقات و اختراعات در کنار هم بودند ماشین جدید هیدرولیکی بود که جانشین ماشین مارلی شد. همچنین آنها از ایستاتیس ماده رنگینی که می‌توانست به جای نیل بکار رود استخراج کردند.

## درگذشت
ژوزف نیسه‌فورنیپس در ۵ ژوئیه ۱۸۳۳ در اثر سکته درگذشت، وی در هنگام مرگ وضعیت مالی خوبی نداشت به‌طوری که هزینه مزار وی در قبرستان سنت لپ د وارنس توسط شهرداری پرداخت شد.